# 景天树
景天树（学名：Crassula arborescens），也称蓝鸟花月（中国大陆）、银圆树（英語：Silver Dollar Jade），是景天科青鎖龍屬的一种植物。这是南非西开普省一个特有种。这是一种高度为2到4英尺（0.6至1.2米）的多汁灌木。叶子圆形，灰绿色，表面有一层蓝灰色的粉状物质，形似银币。在冬季开白色至浅粉色的花朵。它被作为观赏植物在花园种植，也适合作为室内植物放置在光线充足的房间内。

## 圖片
- 景天樹
- 景天樹的樹葉紋理
- 南非景天樹

## 外部連結
维基共享资源上的相關多媒體資源：Crassula arborescens